# Museo lapidario (Ferrara)
Il Museo lapidario di Ferrara si trova in via Camposabbionario, all'angolo con via Scandiana, nella chiesa sconsacrata di Santa Libera.

## Descrizione
Raccoglie numerosi reperti soprattutto di epoca romana provenienti dall'antica città di Voghenza, i cui abitanti, vessati dalle continue invasioni, fondarono Ferrara nell'VIII secolo.
Tra i pezzi più importanti il grande sarcofago degli Aurelii, del III secolo d.C., capolavoro di manifattura ravennate. Interessanti sono anche il piccolo sarcofago del bambino Neon (sempre del III secolo), scolpito probabilmente a Voghenza e la stele di Festius databile alla metà del I secolo d.C., già reimpiegato a Ferrara nel monastero di sant’Antonio Abate.

## Galleria d'immagini

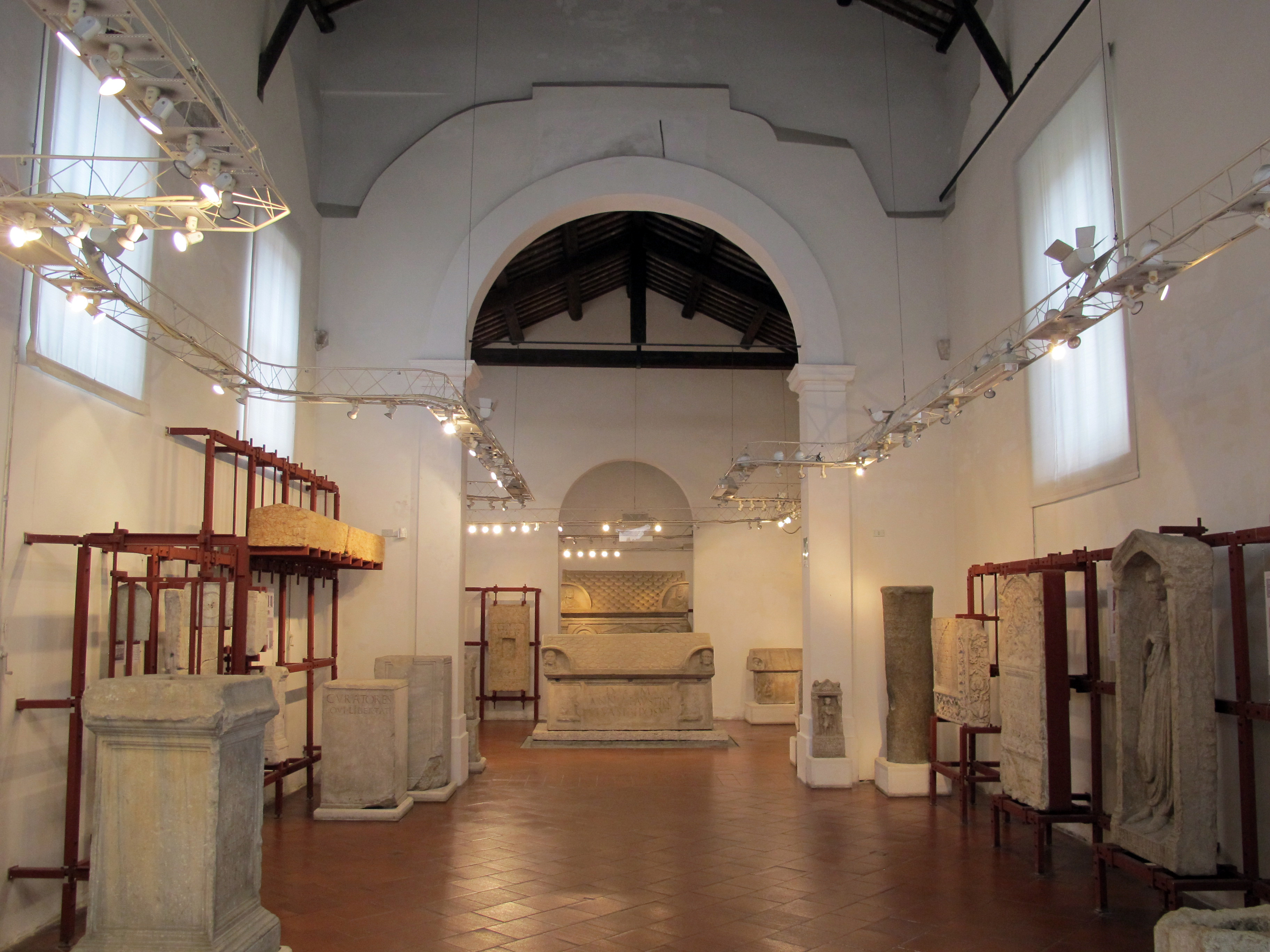
Interno
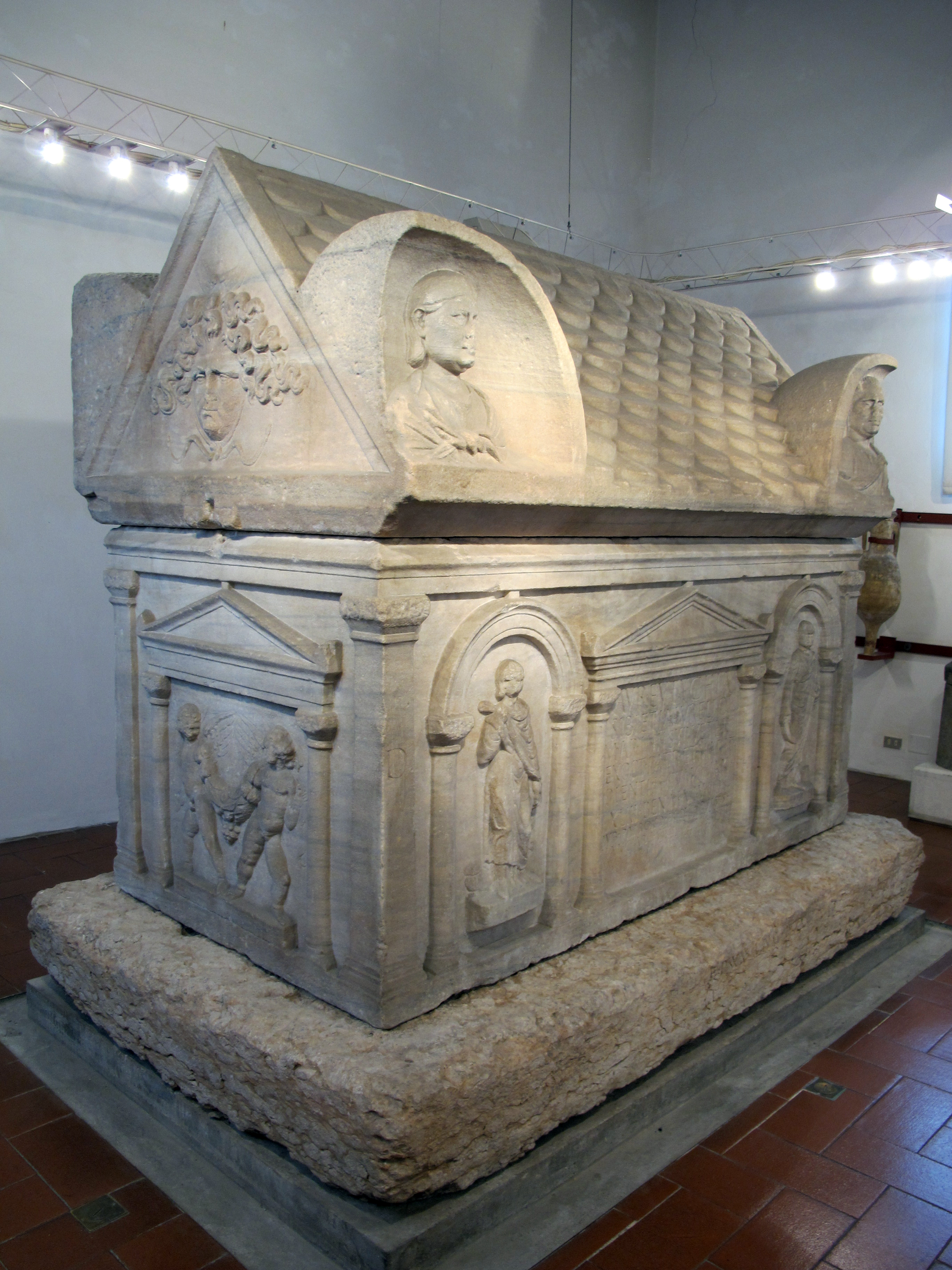
Il sarcofago degli Aurelii
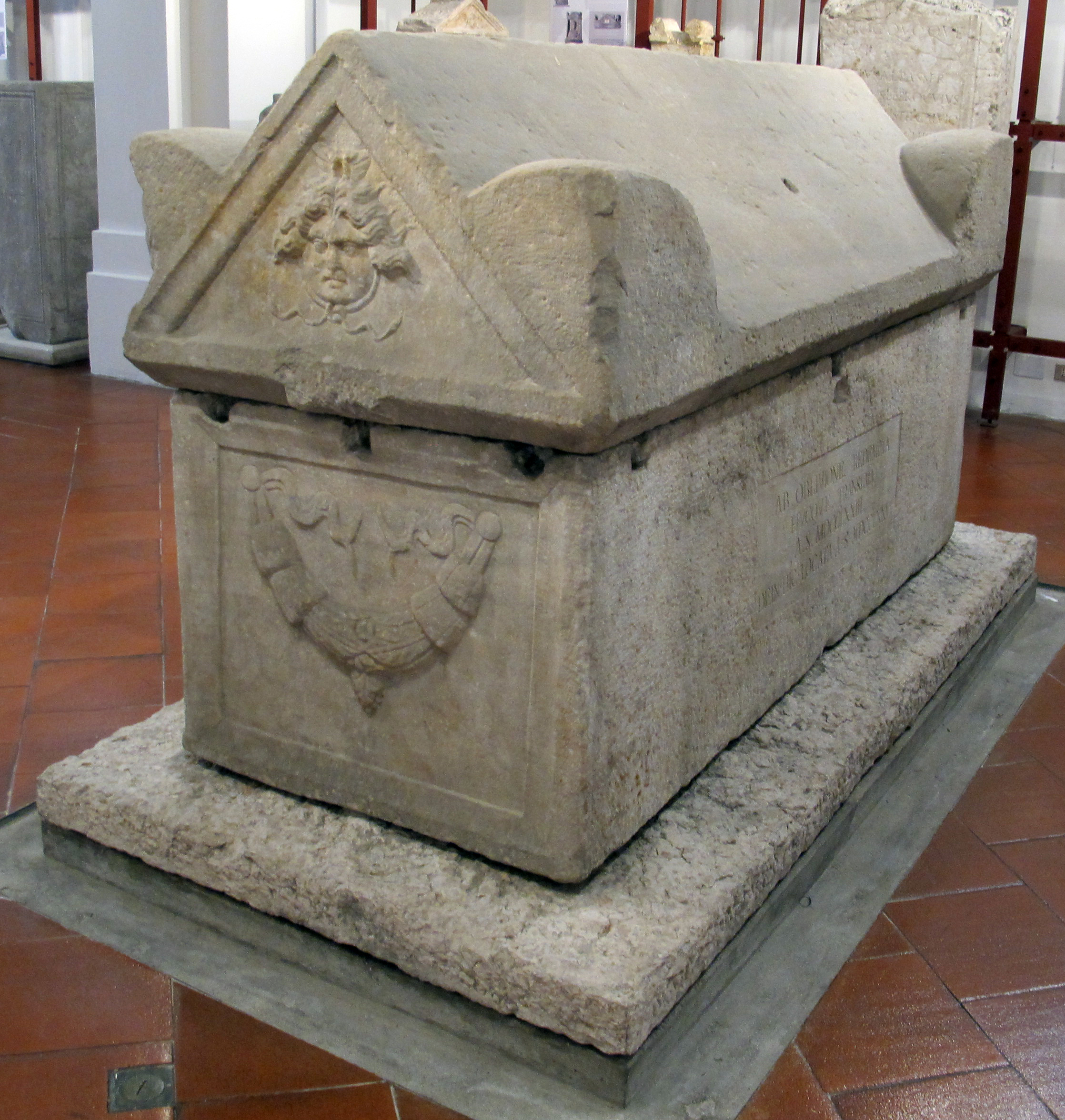
Il sarcofago di Annia Faustina